# Chrysomya phaonis
Chrysomya phaonis är en tvåvingeart som först beskrevs av Seguy 1928.  Chrysomya phaonis ingår i släktet Chrysomya och familjen spyflugor. Inga underarter finns listade i Catalogue of Life.